# محمود معروف (صحفي مصري)
محمود معروف، (مواليد قرية المنزلة عام 1937م)، هو صحفي رياضي وناقد فني مصري، إهتم بالسينما وتاريخها وإنجذب نحو نجومها، عمل بدار التحرير عام 1957، رأس تحرير مجلة الكرة والملاعب، نجح في انتخابات مجلس الشعب عن دائرة طوخ عام2000، وكان عضو مجلس إدارة الزمالك السابق. مدير تحرير جريدة الجمهورية ويكتب بها باب «بدون مجاملة». و«تلكس إلى»، كما قدم العديد من البرامج الفنية في التليفزيون عن تاريخ السينما والممثلين والمطربين، ويمكن رؤيته في دور الصحفى في فيلم «شباب يحترق» عام 1972 مع محمود ياسين.

## من مؤلفاته
كتاب: «نوادر نجوم الكرة».